# نيو تاون إيغيلز
نيو تاون إيغيلز هو نادي كرة قدم أسترالي